# シカゴ・ボード・オブ・トレード・ビルディング
シカゴ・ボード・オブ・トレード・ビルディング (Chicago Board of Trade Building) は、アメリカ合衆国イリノイ州シカゴにあるアール・デコスタイルの超高層ビル。シカゴ商品取引所が入っている。
シカゴ・ランドマーク、国定歴史建造物および連邦史跡登録制度に登録されている。
1930年から1965年までシカゴで一番高い建築物であった。

## 参照
1. ↑  “National Register of Historical Places – Illinois (IL), Cook County”. National Register of Historic Places.   Nationalregisterofhistoricplaces.com. 2007年3月2日閲覧。